# Fortunato Ballerini
Onorato Fortunato Ballerini (Sant'Angelo a Lecore, 16 ottobre 1852 – Roma, 17 settembre 1940) è stato un dirigente sportivo italiano.

## Biografia
Figlio di Ferdinando, ricco possidente toscano, e di Adelaide Lenzi. 
Il 29 maggio 1904 Fortunato Ballerini, proveniente da una famiglia dell'alta borghesia toscana, venne eletto secondo presidente della Società Podistica Lazio; quell'anno assunse anche la carica di presidente generale della polisportiva biancoceleste, al posto del cavalier Giuseppe Pedercini, suo predecessore anche alla presidenza della sezione calcistica. 
Riceve l'incarico di trattare con il comitato olimpico internazionale l'assegnazione a Roma delle Olimpiadi del 1908, poi assegnate a Londra, ed è tesoriere dei Comitati Italiani per le stesse Olimpiadi del 1908 e del 1912
Nel 1906 riuscì a ottenere il campo di calcio Parco dei Daini situato all'interno di Villa Borghese dove la squadra guidata da Sante Ancherani poté allenarsi con seminaristi irlandesi e scozzesi. Durante la sua presidenza, il 3 ottobre 1910, venne istituita ufficialmente la sezione calcistica della polisportiva.
In seguito abbandonò la carica presidenziale, oltre ai numerosi incarichi all'interno del CONI (lui fu a redigere il primo statuto nel 1914), per dedicarsi al suo lavoro presso il Ministero di Grazia e Giustizia, diventato ormai incompatibile con il suo impegno sportivo, ma successivamente, una volta divenuto capo sezione del Ministero, tornò a presenziare il club biancoceleste fino al gennaio del 1922.
Durante la Prima Guerra Mondiale tutto lo sport viene interrotto e il campo della Rondinella, su decisione di Ballerini, diventa un grande orto di guerra. Inaugura,  aiutato dalla moglie Elvira Bargellini, la sezione femminile del sodalizio biancoceleste che si  dedica ad assistere nei locali della sede sociale, spostatasi in Via Veneto, i figli degli atleti combattenti.
38 di loro fra dirigenti e atleti non torneranno a casa, caduti in combattimento.
Il Re S.A.R. Vittorio Emanuele III, motu proprio, gli concede nel 1916 la Commenda della Corona d'Italia.

## Discendenza
Suo figlio Elisio Ballarini nato il 28 agosto 1884 in Roma e ivi deceduto il 17 gennaio 1976 fu un importante diplomatico e consigliere commerciale in varie ambasciate italiane tra cui Stati Uniti, Cecoslovacchia, Unione Sovietica. Nel 1951 si stabilisce per un lungo periodo in Brasile, prima di lasciare ogni incarico e rientrare in Italia. Nel paese sudamericano tutt'ora esistono alcune persone che portano questo cognome specie nella cittadina di Corumbataí nello stato di Sao Paulo.

## Il ritrovamento della tomba
Nel 27 marzo 2021, dopo 81 anni la sua tomba, creduta ormai persa, durante il bombardamento del quartiere San Lorenzo il 19 luglio 1943, fu invece ritrovata da parte di una associazione di storici della Lazio, guidati dal Prof. Fabio Bellisario all'interno del Cimitero del Verano, dove il 2 giugno dello stesso anno fu celebrata una cerimonia commemorativa per il centenario all'erezione ad Ente Morale del sodalizio biancoceleste voluta dall'allora Ministro dell'istruzione pubblica Benedetto Croce e firmata dal primo ministro Giovanni Giolitti.
In seguito, la tomba, ritrovata in cattive condizioni, con la lapide parzialmente distrutta, ma con i nomi dei defunti, ivi sepolti nel sacello interrato, ancora parzialmente leggibili, fu restaurata su iniziativa della Polisportiva Lazio e dell'ultima discendente diretta, la pronipote Prof.Lucilla Frangini Ballerini (deceduta poi,  il 1º aprile 2024) ed è visitabile presso la zona 10 del vecchio reparto.